# Münzenberg (Gemeinde Schönbach)
Münzenberg (früher auch Münzberg) ist eine Streusiedlung in der Marktgemeinde Schönbach im Bezirk Zwettl in Niederösterreich.
Der Ort liegt westlich von Schönbach und ist von dort über einen Güterweg, der von Reitern über ihn nach Perwolfs führt, erschlossen, 2025 hatte er 4 offizielle Wohnadressen. Nördlich oberhalb der Siedlung liegt der 915 Meter hohe Münzenberg.

## Geschichte
Der Ort wird bereits 1371 zum ersten Mal schriftlich als Mintzenberg genannt, im Eintrag der Josephinischen Fassion aus Jahre 1786/87 gab es im heutigen Ort 2 Häuser die der Herrschaft Pöggstall unterstellt waren.
Im Jahr 1822 wurde der Ort als Dorf mit 3 Häusern genannt, das nach Schönbach eingepfarrt war, wohin auch die Kinder eingeschult wurden. Die Herrschaft Rappottenstein besaß die Ortsobrigkeit, übte die Landgerichtsbarkeit aus, besorgte die Konskription und hatte zusammen mit der Herrschaft Arbesbach die Grundherrschaft inne.
In Folge der Theresianischen Reformen wurde der Ort dem Kreis Ober-Manhartsberg unterstellt und nach dem Umbruch 1848 war er bis 1867 dem Amtsbezirk Ottenschlag zugeteilt. Mit der Aufhebung der Grundherrschaften und Bildung der Ortsgemeinden wurde der Ort 1849 ein Teil der Katastralgemeinde Lohn als Teil der Gemeinde Schönbach, die westlich gelegeneren Teile wurden ein Teil der Gemeinde Altmelon.
Laut Adressbuch von Österreich waren im Jahr 1938 in der Rotte Münzenberg ein Mühl- und Sägewerk, ein Schmied sowie einige Landwirte mit Direktvertrieb ansässig.
Am 1. Januar 1968 kommen nach einer Grenzkorrektur auch die bis dazu zu Altmelon gehörenden Ortsteile westlich des Kleinen Kamps gelegen zum Gemeindegebiet von Schönbach.